# Lycée Turgot de Limoges
Pour les articles homonymes, voir Lycée Turgot (homonymie).
 (juillet 2011).
Le lycée Turgot de Limoges (couramment surnommé Turgot) est un lycée d'enseignement général, technologique et professionnel situé dans le centre-ville de Limoges (Haute-Vienne), entre la place des Carmes, le square des Émailleurs et le lycée Suzanne-Valadon. Le lycée est créé en 1960 comme lycée technique d'État (LTE), après avoir été une École Pratique de Commerce et d’Industrie (EPCI) puis une École Nationale Professionnelle (ENP). Le nom Turgot est un hommage à l'intendant de la généralité de Limoges.

## Histoire
Le 1er avril 1880 est créée l’École primaire supérieure et professionnelle de garçons (EPS), située place de l’Ancienne-Comédie. En 1884, elle devient École pratique de commerce et d’industrie (EPCI), et est située au 24 rue Manigne. Dès 1895, une section spéciale de préparation aux Arts et Métiers (ENSAM) est créée.
En 1907, grâce à un legs de Mme Théodore Bac (épouse de l’ancien maire de Limoges), il est envisagé la construction d’une nouvelle école, à l’angle de l’avenue Saint Éloi et de la rue Paul Dérignac. Jules Godefroy (1863-1928), architecte à Limoges, présente son avant-projet et en 1908, les plans sont approuvés.
Le 26 août 1912, Léon Betoulle, maire de Limoges, pose la première pierre au no 6 de la rue Paul Dérignac. À la suite de la demande des élus et des enseignants, dans un souci de valorisation de l’enseignement technique, la loi de finance de 1931, transforme officiellement l'EPCI en École nationale professionnelle (ENP). L'ENP de Limoges ouvre ses portes effectivement à la rentrée 1933, mais toujours avec une section commerciale.
François Perrin (1892-1943)  enseignait à ancienne École nationale professionnelle, résistant qui avait participé à la création de « l’Armée secrète » dans la région, Le 2 octobre 1943, quarante-huit otages dont François Perrin étaient fusillés au Mont-Valérien Un hommage solennel lui est rendu le 12 juin 1945. Depuis cette date, une salle du lycée porte son nom.

## Architecture
Le bâtiment de l'externat, terminé en 1914, a été réalisé par Jules-Alexandre Godefroy, architecte, dans un style typique du XXe siècle, ce qui lui vaut d'être inscrit au label « Patrimoine du XXe siècle ». En 1920, Michel Roux-Spitz, Prix de Rome, est l’architecte des travaux de l'internat. Un bas-relief du sculpteur Marcel Renard représentant saint Éloi et Dagobert Ier est sculpté sur un mur de l'internat.

## Enseignement
En plus du français, les langues enseignées sont : l'anglais, l'allemand, l'espagnol. Le lycée accueille une filière PT de CPGE (Classe préparatoire aux grandes écoles)

### Classements au baccalauréat
En 2015, le lycée se classe 8e sur 13 au niveau départemental quant à la qualité d'enseignement, et 1260e au niveau national. Le classement s'établit sur trois critères : le taux de réussite au bac, la proportion d'élèves de première qui obtient le baccalauréat en ayant fait les deux dernières années de leur scolarité dans l'établissement, et la valeur ajoutée (calculée à partir de l'origine sociale des élèves, de leur âge et de leurs résultats au diplôme national du brevet).

### Classements des CPGE
Le classement national des classes préparatoires aux grandes écoles (CPGE) se fait en fonction du taux d'admission des élèves dans les grandes écoles.
En 2015, L'Étudiant donnait le classement suivant pour les concours de 2014 :
| Filière | Élèves admis dans une grande école* | Taux d'admission* | Taux moyen sur 5 ans | Classement national | Évolution sur un an |
| --- | ----------------------------------- | ----------------- | -------------------- | ------------------- | ------------------- |
| PT / PT* | 13 / 41 élèves                      | 82%               | 43 %                 | 8 sur 62            | +8                  |
| Source : Classement 2015 des prépas - L'Étudiant (Concours de 2014). * le taux d'admission dépend des grandes écoles retenues par l'étude. En filières scientifiques, c'est un panier de 11 à 17 écoles d'ingénieurs qui a été retenu par L'Étudiant selon la filière (MP, PC, PSI, PT ou BCPST). |                                     |                   |                      |                     |                     |

## Culture
Depuis l'année scolaire 2011-2012, le lycée a mis en place un projet de restauration des vitraux réalisés pour l'abbaye de Conques par Pierre Parot, ancien enseignant de l’École Nationale Professionnelle. Une partie de ces vitraux est intégrée au sein des fenêtres des cages d'escaliers du bâtiment principal, ainsi qu'au CDI du lycée depuis l'Automne 2012.

## Accès
Le lycée se trouve à moins de cinq minutes de la place des Carmes (à pied). Entrée principale : 6, rue Paul-Dérignac